# Julie Myhre
Julie Myhre  (* 29. Juli 1996) ist eine norwegische Skilangläuferin.

## Werdegang
Myhre, die für den Byåsen IL startet, wurde im Jahr 2013 norwegische Juniorenmeisterin über 7,5 km Freistil und im Jahr 2014 über 10 km klassisch. Bei den Nordischen Junioren-Skiweltmeisterschaften 2015 in Almaty gewann sie die Goldmedaille mit der Staffel. Zudem lief sie dort jeweils auf den 15. Platz über 5 km Freistil und im Sprint und auf den 13. Rang im Skiathlon. Im Januar 2017 startete sie in Lahti erstmals im Scandinavian-Cup und belegte dabei den 20. Platz über 10 km klassisch und den 15. Rang im Sprint. Bei den U23-Weltmeisterschaften 2018 in Goms errang sie den 17. Platz im Skiathlon. In der Saison 2018/19 erreichte sie mit sechs Top-Zehn-Platzierungen, den fünften Platz in der Gesamtwertung des Scandinavian-Cups. Ihr Debüt im Weltcup hatte sie im Dezember 2018 in Beitostølen, welches sie auf dem 43. Platz über 15 km Freistil beendete. Bei den U23-Weltmeisterschaften 2019 in Lahti belegte sie den 25. Platz über 10 km Freistil, den 15. Rang im 15-km-Massenstartrennen und den achten Platz im Sprint. Nach Platz zwei im Sprint und Rang eins über 10 km Freistil bei FIS-Rennen in Gålå zu Beginn der Saison 2019/20, errang sie beim Scandinavian-Cup in Vuokatti mit dem zweiten Platz im Sprint und den ersten Platz über 10 km Freistil, ihre ersten Podestplatzierungen im Scandinavian-Cup. Im Januar 2020 kam sie in Nes Skianlegg erneut auf den zweiten Platz im Sprint und holte beim Weltcup in Dresden mit dem siebten Platz im Sprint ihre ersten Weltcuppunkte. Zudem Saisonende errang sie den 25. Platz bei der Skitour und beendete die Saison auf dem 43. Platz im Gesamtweltcup und auf dem ersten Rang in der Gesamtwertung des Scandinavian-Cups. In der Saison 2021/22 wurde sie Siebte in der Gesamtwertung des Scandinavian-Cups und norwegische Meisterin über 5 km Freistil sowie im Sprint.

## Siege bei Continental-Cup-Rennen
| Nr. | Datum             | Ort      | Disziplin      | Serie            |
| --- | ----------------- | -------- | -------------- | ---------------- |
| 1.  | 15. Dezember 2019 | Vuokatti | 10 km Freistil | Scandinavian Cup |

## Platzierungen im Weltcup

### Weltcup-Statistik
Die Tabelle zeigt die erreichten Platzierungen im Einzelnen.
- 1.–3. Platz: Anzahl der Podiumsplatzierungen
- Top 10: Anzahl der Platzierungen unter den ersten zehn
- Punkteränge: Anzahl der Platzierungen innerhalb der Punkteränge
- Starts: Anzahl gelaufener Rennen in der jeweiligen Disziplin
- Hinweis: Bei den Distanzrennen erfolgt die Einordnung gemäß FIS.

| Platzierung               | Distanzrennen a | Distanzrennen a | Distanzrennen a | Distanzrennen a | Distanzrennen a | Skiathlon Verfolgung | Sprint | Etappen- rennen b | Gesamt | Team c | Team c  |
| Platzierung               | ≤ 5 km          | ≤ 10 km         | ≤ 15 km         | ≤ 30 km         | > 30 km         | Skiathlon Verfolgung | Sprint | Etappen- rennen b | Gesamt | Sprint | Staffel |
| ------------------------- | --------------- | --------------- | --------------- | --------------- | --------------- | -------------------- | ------ | ----------------- | ------ | ------ | ------- |
| 1. Platz                  |                 |                 |                 |                 |                 |                      |        |                   |        |        |         |
| 2. Platz                  |                 |                 |                 |                 |                 |                      | 1      |                   | 1      | 1      |         |
| 3. Platz                  |                 |                 |                 |                 |                 |                      | 2      |                   | 2      |        |         |
| Top 10                    |                 |                 |                 |                 |                 |                      | 13     |                   | 13     | 6      |         |
| Punkteränge               |                 | 3               |                 |                 | 1               | 2                    | 28     | 1                 | 35     | 6      |         |
| Starts                    |                 | 5               | 2               | 2               | 1               | 6                    | 32     | 1                 | 49     | 6      |         |
| Stand: Saisonende 2024/25 |                 |                 |                 |                 |                 |                      |        |                   |        |        |         |

### Weltcup-Gesamtplatzierungen
| Saison  | Gesamt | Gesamt | Distanz | Distanz | Sprint | Sprint |
| Saison  | Punkte | Platz  | Punkte  | Platz   | Punkte | Platz  |
| ------- | ------ | ------ | ------- | ------- | ------ | ------ |
| 2019/20 | 141    | 43.    | 62      | 36.     | 61     | 32.    |
| 2020/21 | 19     | 83.    | -       | -       | 19     | 50.    |
| 2021/22 | 79     | 56.    | -       | -       | 79     | 29.    |
| 2022/23 | 444    | 43.    | -       | -       | 444    | 15.    |
| 2023/24 | 231    | 60.    | -       | -       | 231    | 32.    |
| 2024/25 | 525    | 35.    | -       | -       | 525    | 9.     |